# Orašje Planje
Orašje Planje je naseljeno mjesto u sastavu općine Tešanj, Federacija Bosne i Hercegovine, BiH.

## Zemljopis
Oraš Planje kako ga domaće stanovništvo naziva su naseljeno mjesto u sastavu općine Tešanj, Federacija Bosne i Hercegovine, BiH. Orašje Planje se nalaze neposredno u blizini entitenske linije s Republikom Srpskom a između naselja Džimilić Planje s juga, Mrkotića sa sjeverozapada, Jelaha na sjeveru i Jevadžija na sjeveroistoku.

## Stanovništvo
| Orašje Planje      |              |            |              |
| godina popisa      | 1991.        | 1981.      | 1971.        |
| Muslimani          | 904 (99,88%) | 822 (100%) | 681 (99,85%) |
| Hrvati             | 0            | 0          | 0            |
| Srbi               | 0            | 0          | 1 (0,14%)    |
| Jugoslaveni        | 0            | 0          | 0            |
| ostali i nepoznato | 1 (0,11%)    | 0          | 0            |
| ukupno             | 905          | 822        | 682          |